# Всехсвятская церковь (Нежин)
Всехсвятская церковь — православный храм и памятник архитектуры национального значения в Нежине Черниговской области, один из двух кафедральных соборов Черниговской епархии ПЦУ.

## История
Церковь является одной из важнейших архитектурных доминант центра города Нежина. Всехсвятская, Михайловская и Троицкая церкви образовывают единый историко-культурный комплекс XVIII века.
Церковь построена в 1782 году (по другим данным 1760—1805 годы) Нежинским греческим братством на месте деревянной церкви 1692 года и первой каменной Всехсвятской церкви.
Каменная, крестообразная церковь. Вариант архаического типа зальной церкви с апсидами-клиросами, распространённый на Буковине и Балканах. Имеет черты классицизма. Большой круглый барабан с полуколоннами несёт купол. Стоит на подвале, своды которого опираются посередине на столп. В конце XIX века у трёх входов (северная, южная и западная стороны) были построены восьмиколонные портики тосканского ордена, завершающиеся треугольными фронтонами. Также в XIX веке была сооружена трёхъярусная колокольня с пилястрами на втором и колонами на третьем ярусах, завершалась высоким шпилем; не сохранилась. Служба в храме велась на греческом языке.
Роспись, иконостас и реликвии церкви не сохранились. В 1960 году храм был закрыт. В 1963 году зданию присвоен статус памятника архитектуры национального значения.
4 декабря 1994 года в церкви возобновилась служба. Был изготовлен новый деревянный иконостас местными мастерами, а живопись принадлежит руке нежинского художника Александра Кошеля.

## Галерея

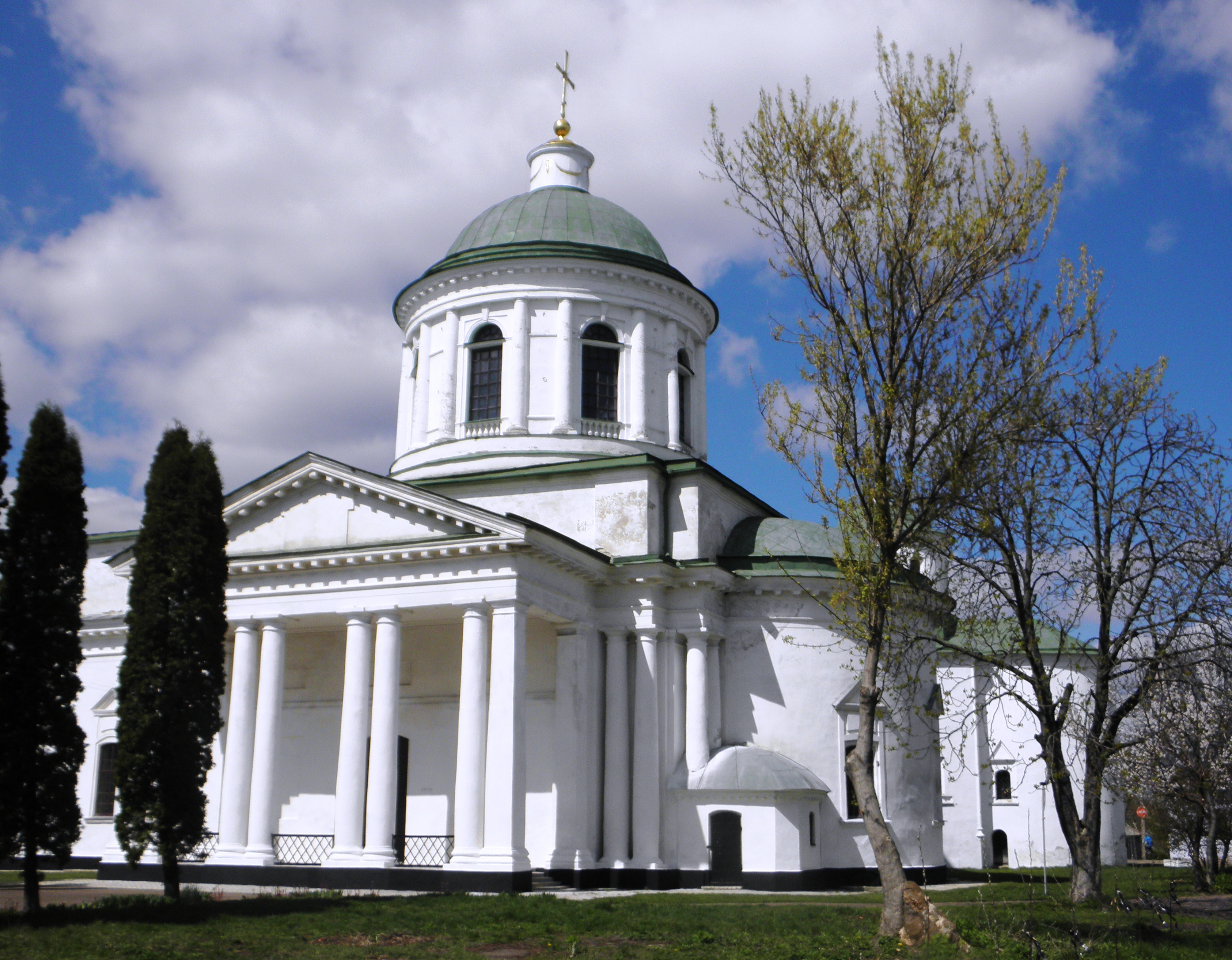
Вид с юго-востока
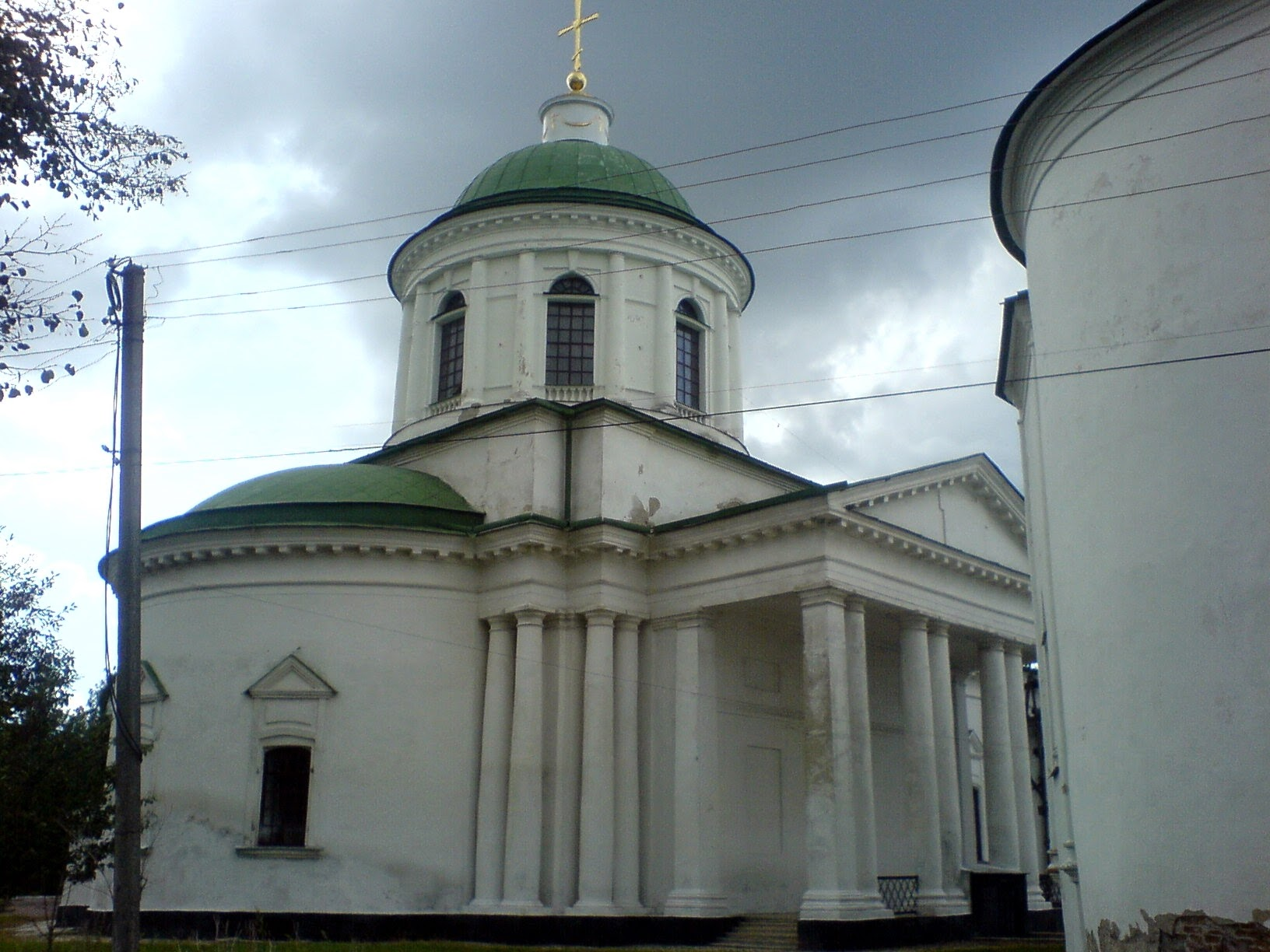
Вид с северо-востока
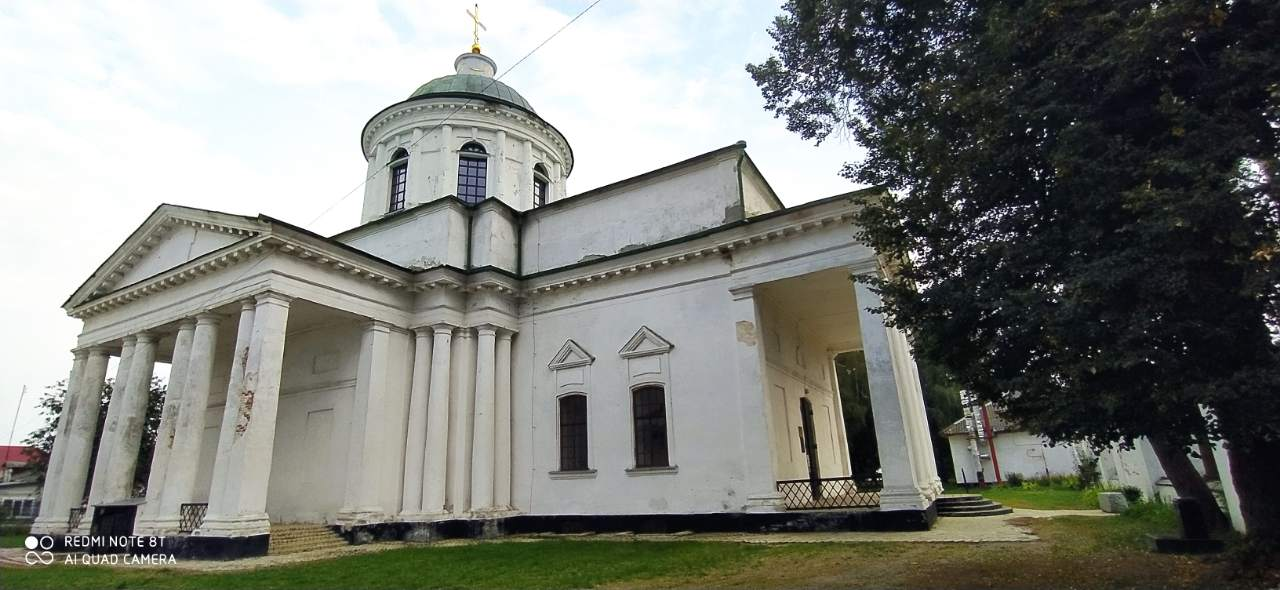
Вид с северо-запада
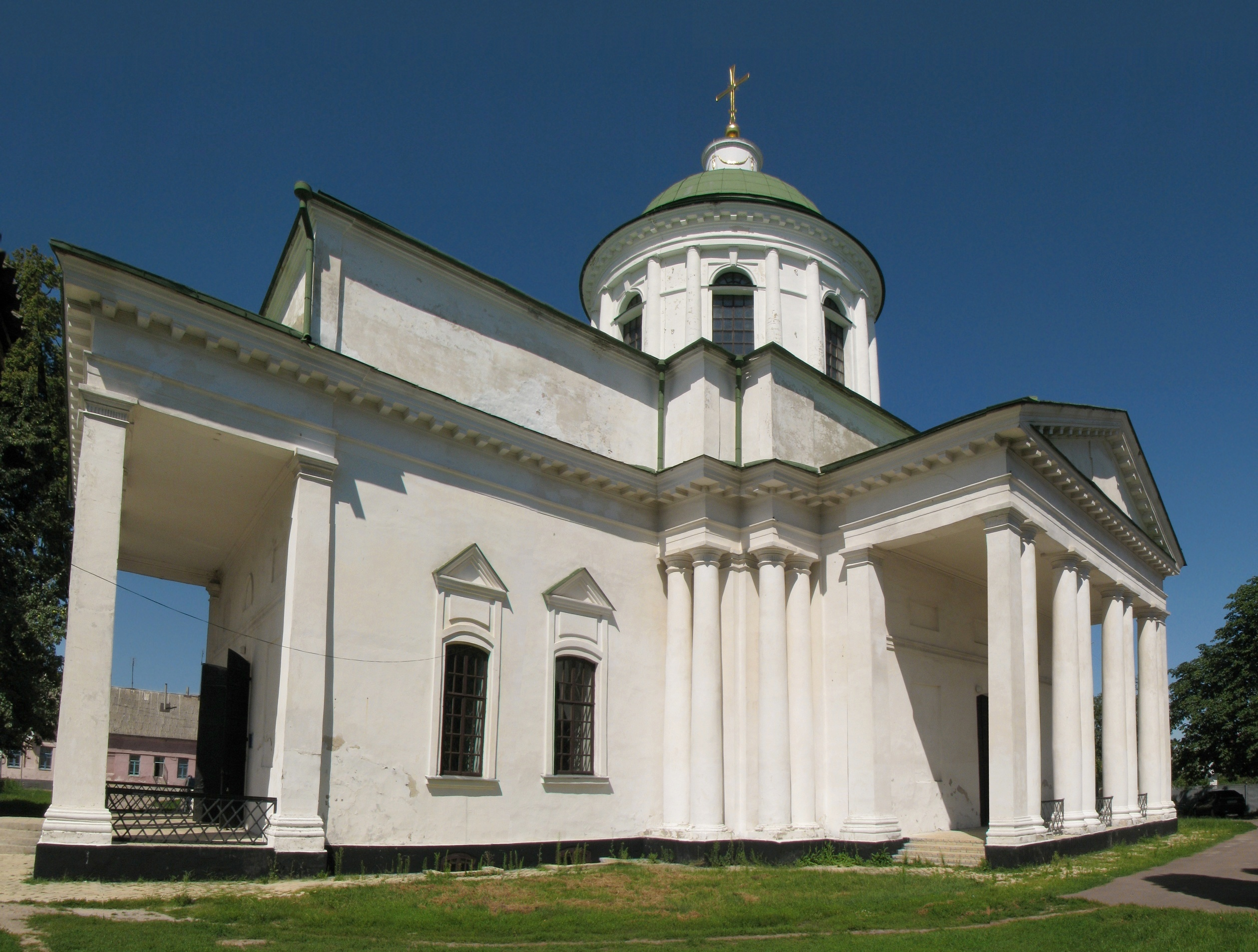
Вид с юго-запада